# Yochibjá
Yochibjá är en ort i Mexiko.   Den ligger i kommunen Chilón och delstaten Chiapas, i den sydöstra delen av landet, 800 km öster om huvudstaden Mexico City. Yochibjá ligger 1 111 meter över havet och antalet invånare är 122.
Terrängen runt Yochibjá är kuperad söderut, men norrut är den bergig. Runt Yochibjá är det ganska tätbefolkat, med 54 invånare per kvadratkilometer. Närmaste större samhälle är Jol Sacún, 5,2 km sydost om Yochibjá. I omgivningarna runt Yochibjá växer i huvudsak städsegrön lövskog.